# 사령부를 포격하라
《사령부를 포격하라– 나의 대자보》는 마오쩌둥 주석에 의해 쓰여진 짧은 문서로, 1966년 8월 5일에 중국 공산당 제 8 회 중앙위원회 때에 쓰여졌다. 1년 후인 1967년 8월 5일에 인민일보에 발표되었다.
이 대자보는 당시 중국 정부의 일상 업무를 담당하고 형성되고 있던 대중 운동을 진정시키려 했던 류샤오치 중국 국가주석과 덩샤오핑을 직접 겨냥한 것으로 일반적으로 알려져 있다.

## 같이 보기
- 문화대혁명